# (34157) 2000 QU22
2000 QU22 (asteroide 34157) é um asteroide da cintura principal. Possui uma excentricidade de 0.10397550 e uma inclinação de 3.60498º.
Este asteroide foi descoberto no dia 25 de agosto de 2000 por LINEAR em Socorro.